# 巴西古当
巴西古当，是马来西亚柔佛州的一个工业化城市，隶属巴西古当市政厅。其面积为359.57平方公里，2020年人口为312,437。该市北和东临哥打丁宜，南依柔佛海峡与对岸新加坡的实里达相望，西面为柔佛首府新山，巴西古当位于新山市中心东南32公里外。
巴西古当属于马来西亚依斯干达旗舰D区，坐拥许多工业区如柔佛港和丹绒浪沙，主要行业有运输、物流、造船、石化等，重工业活动则有储存及分配棕油设施。柔佛州两大发电站之一－苏丹依斯干达（Sultan Iskandar）发电站就坐落于此。

## 历史
巴西古当于1918年开埠，当时名为甘榜巴西乌当（Kampung Pasir Udang），并由来自印尼廖内（Riau）的龙阿布（Long Abu）建立。不久之后该地附近建立了4个新村庄，并有约83户家庭。其中分别有甘榜巴西古当峇鲁（甘榜巴西古当拉玛位于发电站现址）、甘榜双溪柏伦比（Kampung Sungai Perembi，警察局现址）、甘榜乌鲁（MSE船厂）、甘榜登加（国家能源区域）、甘榜宜力（Kampung Hilir）等。到1920年时，巴西古当又成立了4个村庄，分别是甘榜亚逸峇鲁（Air Baru，港口现址）、甘榜巴西美拉（Pasir Merah，港口现址）、巴西布爹（Pasir Puteh，目前仍然存在）和甘榜德光岛（Kampung Pulau Tekong，今属新加坡领土。）
而「巴西古当」这个名字源于甘榜乌鲁马来人的采沙矿活动（沙的马来语为“巴西”），并收进货仓“古当”，待之后出口至新加坡，故名“巴西古当”。
巴西古当的周边内陆地区在19世纪中叶时中国潮州华人南下于此定居而逐渐开始发展起来。其中柔佛州苏丹在当时实施港主制度，并给与港主港契（Surat Sungai），以便他们可以开发李厝港（今马西）、郑厝港（避兰东）和Lunchu港。港主利用河水种植儿茶和黑胡椒等农作物。随着这些农作物的价格不断下跌，港主门便纷纷改种凤梨。
在20世纪初，英国殖民政府和新加坡商人将橡胶引进马来西亚种植，并设立了许多橡胶园。截至1916年，避兰东区共有六个占地15000英亩（61平方公里）的区域被开发为橡胶园。当时，甘榜巴西古当便成为了警察、海关和鸦片管理中心。开创这些橡胶园使得许多华人和印度劳工涌入这里工作。
二战时日本占领马来亚和战后零星的游击队活动，并没有对这里的农业活动造成太大的影响。英殖民政府在20世纪50年代期间实施紧急法令，将当地华人聚集在一起，并在避兰东和马西成立设有围篱的华人新村。
1969年后，联邦土地发展局（FELDA）在巴西古当的万孚（Ban Foo）、避兰东峇鲁和佳哈耶峇鲁推行土地发展计划。柔佛州政府也将橡胶园的土地转换成工业和住房用地，使巴西古当变成一个新兴密集型工业区。为了与新加坡港抗衡，柔佛港（即巴西古当港）于1977年建立。
2019年3月，巴西古当河流散发毒霾严重，大约937人到医院寻求治疗。3月14日，马来西亚首相马哈迪·莫哈末飞往巴西古当视察毒雾情况。由于有害烟霾的状况，巴西古当共111所学校被勒令关闭直到另行通知为止。

## 行政管理

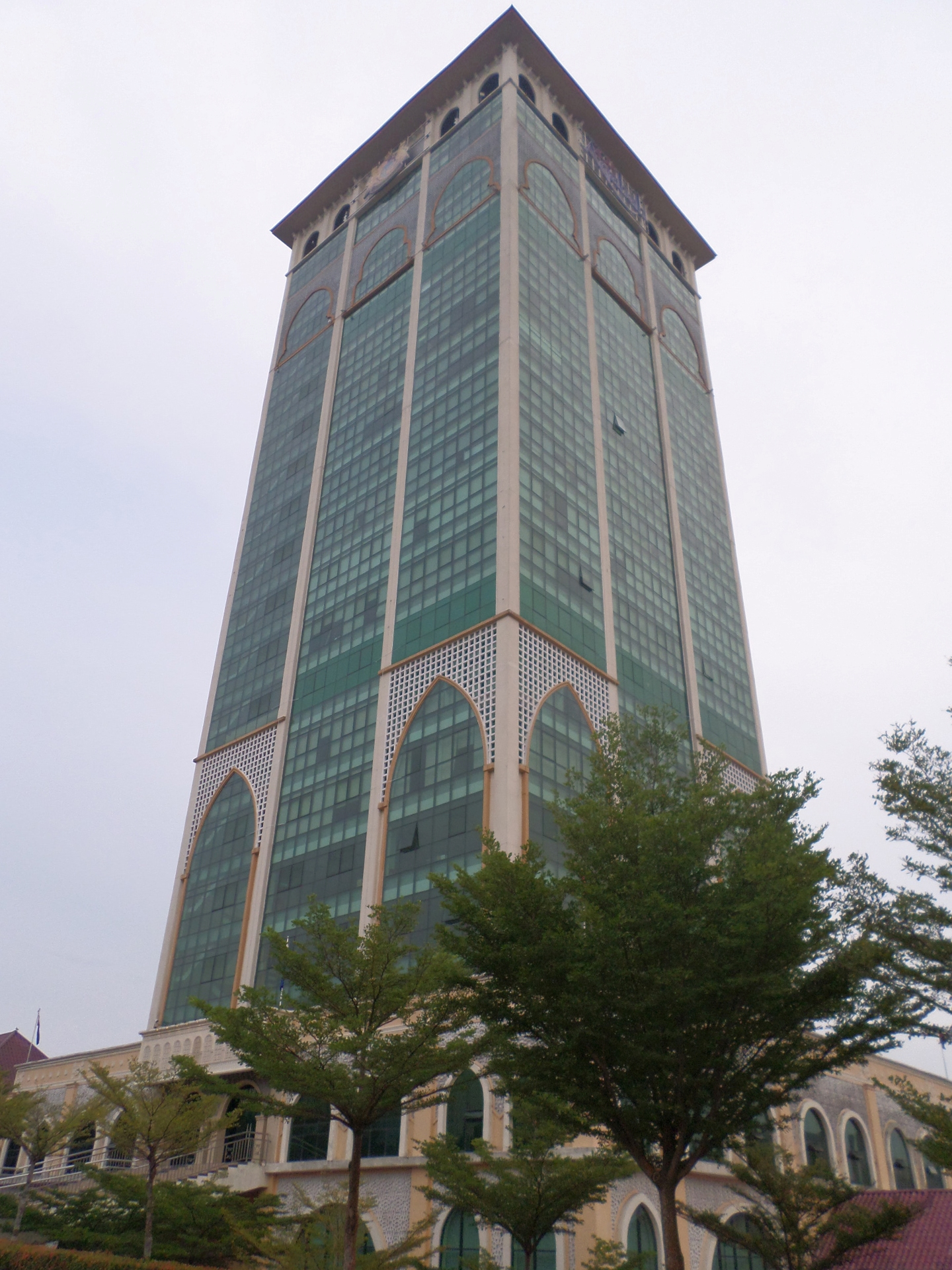
巴西古当市政厅大厦

巴西古当市议会于2008年7月1日成立，原先为巴西古当地方政府机构（PBT Pasir Gudang），由柔佛机构管理，在当时是第一个私有化的地方政府。巴西古当在这之后不断扩张，并在于2015年尾柔南边界划分中将至达城和马西纳入其管辖区域，加上原有的马赛城、森德综合镇、梅花岭、丹绒浪沙、贡贡等区域，使其面积从原本的2萬9459.9公頃增加至3萬5957公頃。巴西古当也是柔佛州最大城市工业区，其中市会管辖区内共有14％为工业区
。2020年11月20日，柔佛州苏丹在其62岁华诞宣布巴西古当升格为市政厅，也是州内第三个大城市。

## 工业
柔佛港位于柔佛海峡东北岸，是新山和柔佛州的海上门户。柔佛港入口位于柔佛海峡东岸，水道深12.5米以上。柔佛港的构造可分为东和西部，西部为危险物品停靠码头，有两座ㄏ形的大突堤；东部则为油轮码头，内外侧共有两个停泊位子，设有油管与后方的油库连接，两部之间有木材小突堤隔开。
巴西古当工业区就位于柔佛港内陆，除了拥有棕油提炼加工技术和制造业工厂，也设有棕油储存设备以应付港口的吞吐量。工业区也是柔佛重工业及物流的枢纽，尤其是电气和电子、化学、油脂化工、食品及工程等领域。
丹绒浪沙终站（TLT）是柔佛州继丹戎帕拉帕斯港和柔佛港之后的第三个港口，主要是作为区域性石油和天然气枢纽，目前也正在进行扩建工程。该港口由柔佛机构旗下的子公司拥有。

## 教育

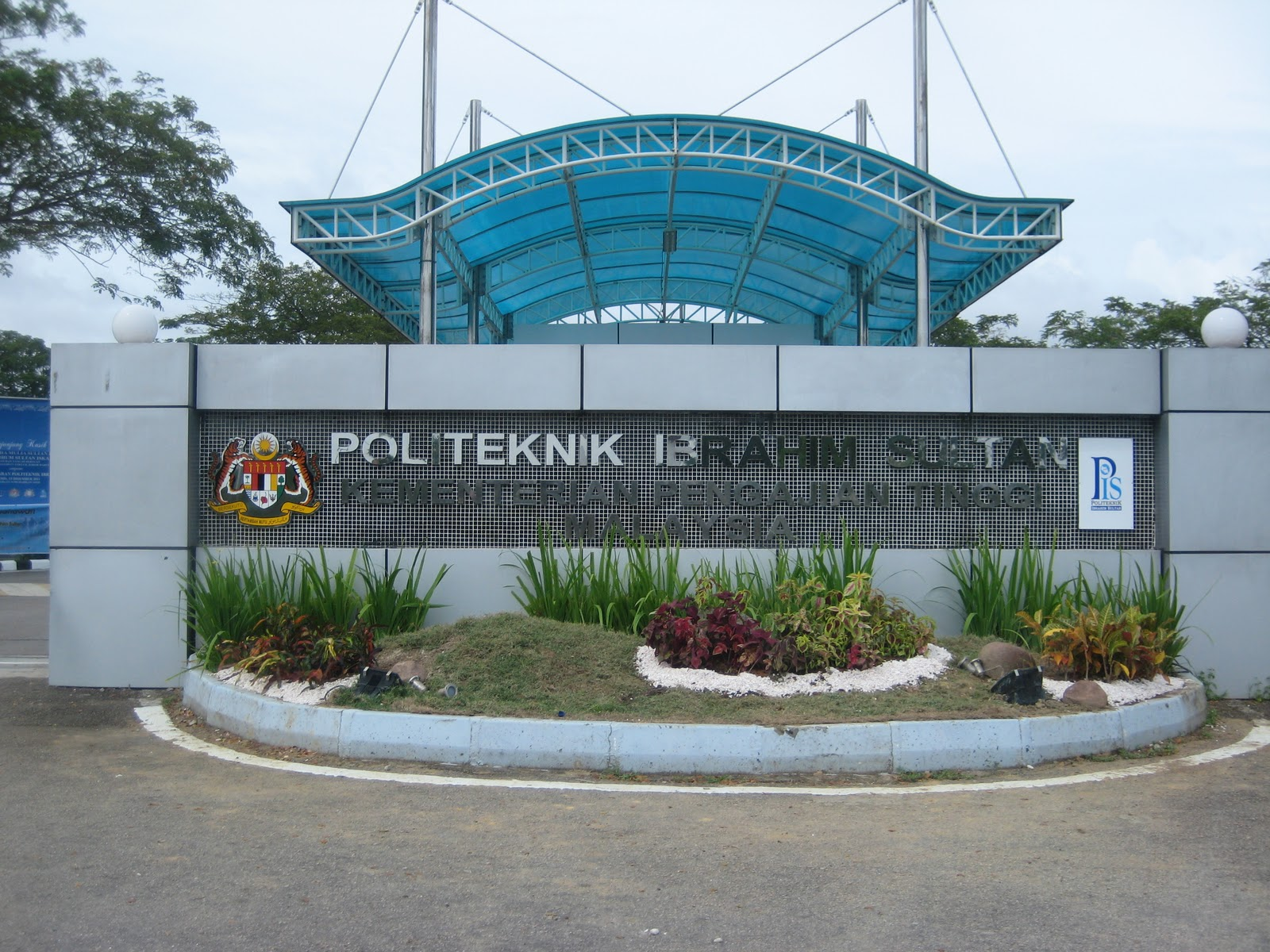
苏丹依布拉欣理工学院大门口

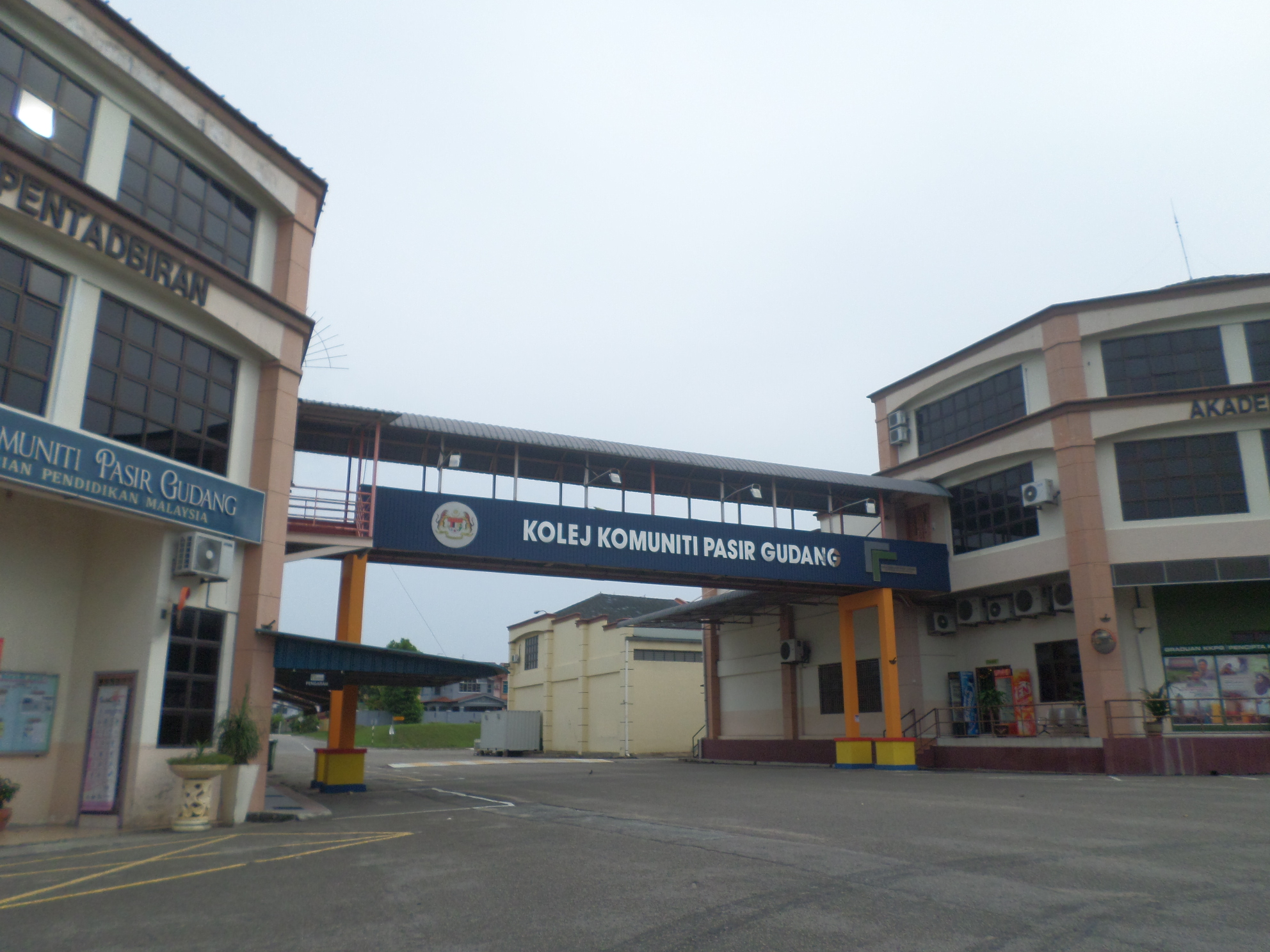
巴西古当社区学院

苏丹依布拉欣理工学院成立于1998年，原名为新山理工学院，之后于2011年在柔佛苏丹依布拉欣的见证之下，正式易名为苏丹依布拉欣理工学院。
柔佛州技术发展中心（Johor Skills Development Centre，简称PUSPATRI）于1994年成立，是一所技职培训中心，位于巴西古当工业区内。当地也设有工业培训学院（ILP）和社区学院。
此外，位于巴西古当西边的至达城教育走廊坐拥多所教育机构，其中包括吉隆坡大学（UniKL）、玛拉工艺学院大学（UiTM）、毅德国际学校、日本国际学校等，未来也会迎来李宗伟国际体育城和宽柔中学第二分校。
至于华文教育方面，巴西古当学区内设有11所华文小学，其中包括班兰华小、茂奥斯汀宽柔五小、乌鲁地南智南华小、避兰东建集华小、马塞华小、乌鲁地南万孚华小、马西启东华小、至达城南兴华小、柔佛再也华小及新增的烈光镇培智华小和百万镇培华二校。而真正位于巴西古当市议会辖区内的华文小学只有马塞和南兴华小。马来西亚政府也在宣布将新建一所和搬迁一所华文小学至此，分别为碧斯达里柏达纳花园的沈慕羽华小和从东甲县搬迁到巴西古当马赛城的新廊华小，新廊华小已经在2020年开课，沈慕羽华小因当地华人人口较少则搁置建设。

## 旅游

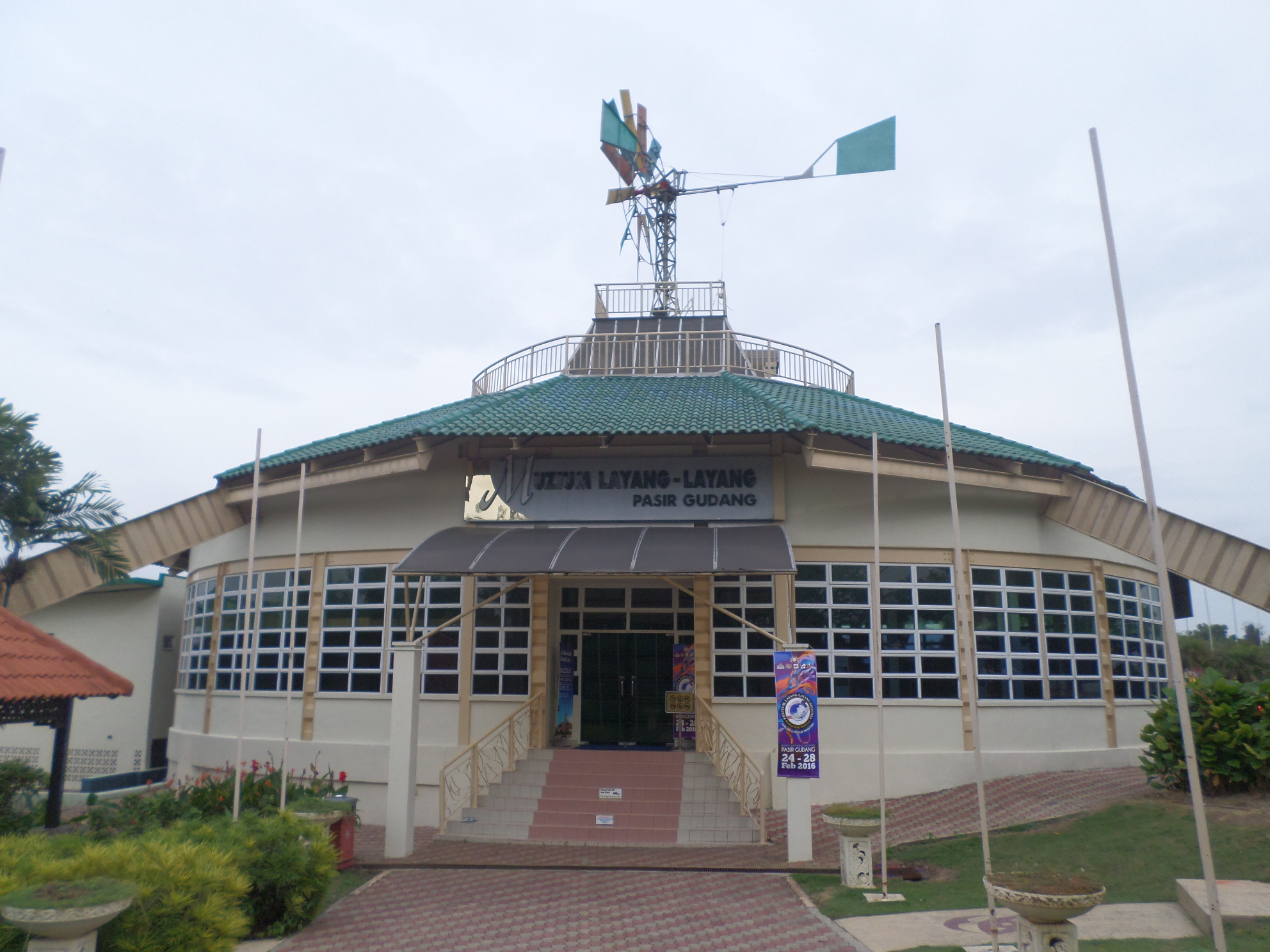
风筝博物馆

巴西古当市内有一间风筝博物馆，位于风筝山公园顶端，是马来西亚首个风筝博物馆，同时设有一个风车为博物馆供应电力。风筝山自1995年以来每年也会定期举办巴西古当国际风筝节，每年都有许多各国游参赛者参与。
巴西古当的生态旅游景点有珠灵岛（Pulau Juling）、鳄鱼保育中心等。珠灵岛提供水上民宿，还可乘船游船柔佛河、参观红树林及进行赏鱼观鸟等活动；丹绒浪沙的鳄鱼保育中心目前共养殖超过100只鳄鱼，供游客参观。贡贡村也设有海上垂钓休闲屋供游客进行钓鱼活动。

## 体育
巴西古当体育场是一座多用途体育场，可容纳1万5千名群众，目前是马来西亚甲级足球联赛柔佛DT二队和马来西亚总统杯DT三队的主场，曾是幼虎B队在新加坡职业足球联赛的主场

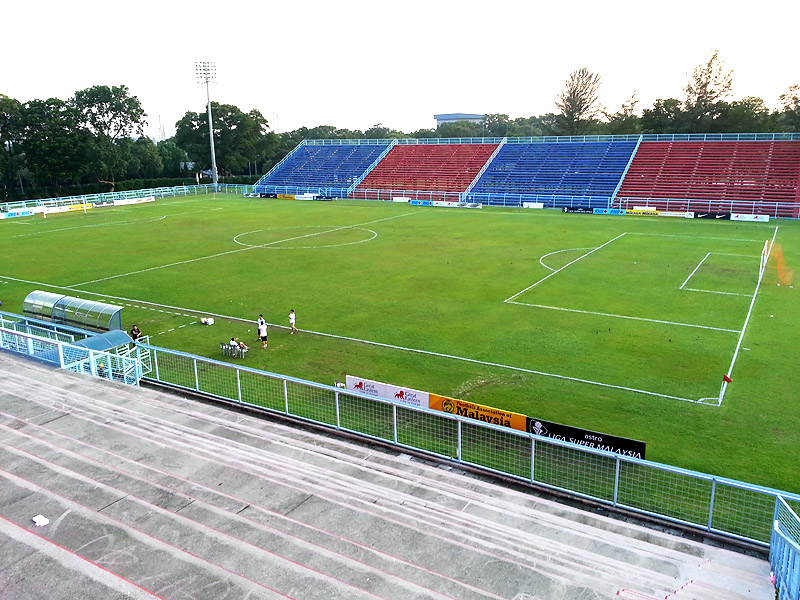
巴西古当体育场

柔佛赛车场于1986年建立，总长3.86公里，曾是世界摩哆车锦标赛在亚洲的唯二赛道，直到雪邦赛道建成后取代其位子，目前正在进行重建工程中。丹绒布蒂里高尔夫球俱乐部总面积达8.3平方公里，设有三个分别名为种植、村庄和海峡的高尔夫球场。

## 医疗

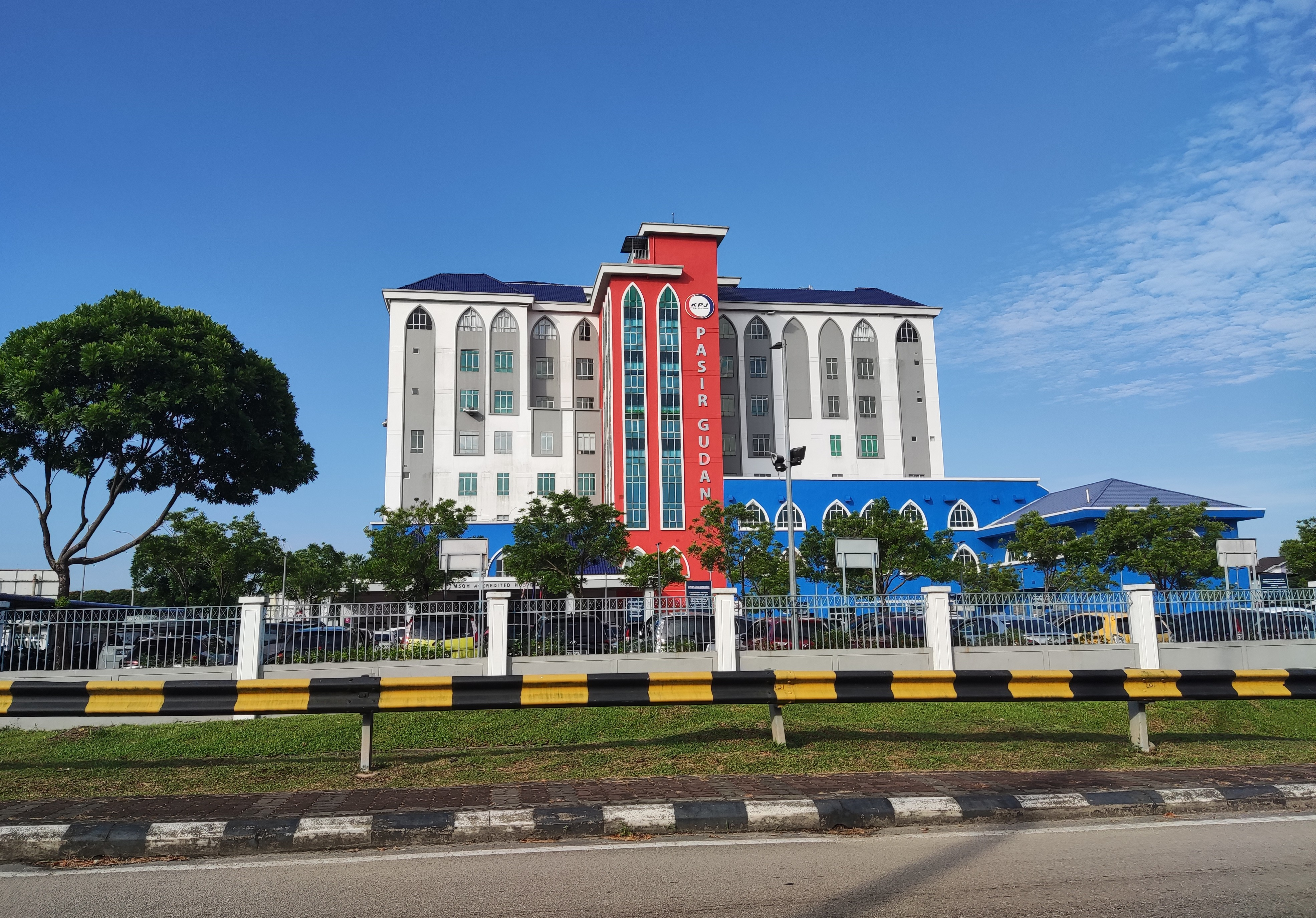
KPJ专科医院

巴西古当共有3所私立医院，分别是KPJ巴西古当专科医院、本那哇医院和立康专科医院。而政府也将在至达城新建一所政府公立医院以满足人民的医疗需求，目前尚处于招标阶段。

## 交通
巴西古当高速公路或简称巴西古当大道是市内的主干道路，共有4条车道，从淡杯开始至丹绒浪沙。巴西古当也有一条铁路货运线从甘拔士峇鲁站至柔佛港。 士乃－迪沙鲁大道也经过巴西古当，并设有佳哈耶峇鲁和巴西古当大道两个交通枢纽。当地也有提供柔佛和谐巴士服务

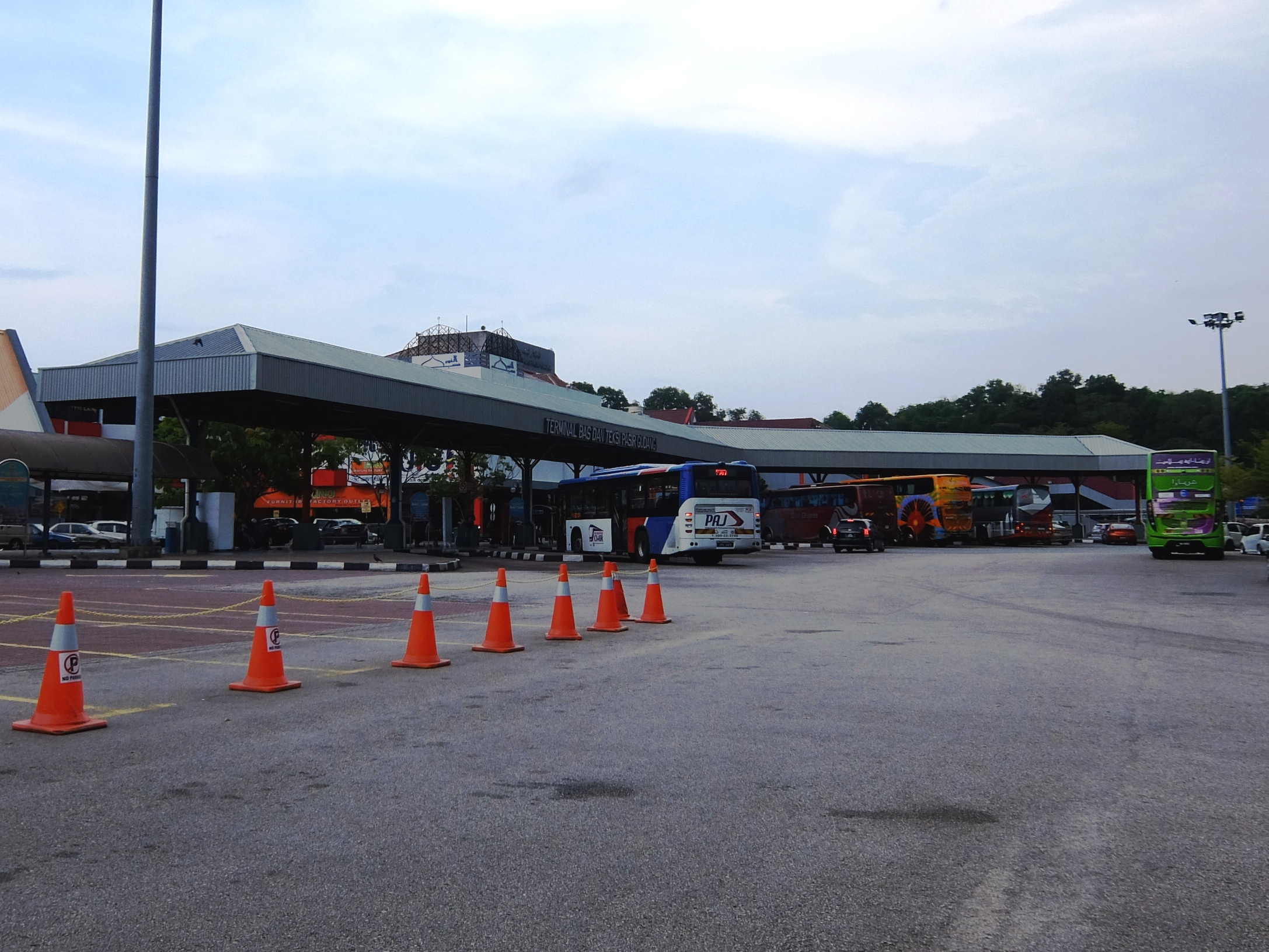
巴西古当巴士总站

巴西古当港（柔佛港）和丹绒浪沙港是市内的海路运输港口，也因如此巴西古当也和巴生港一样是一座港口城。柔佛港是马来西亚全国最重要的商品和矿产资源海运港口之一，因为柔佛州内拥有大量的商业种植园丘。该港口也是马来西亚大部分资源炼油厂的所在地。